# Gabriella Lantos
Gabriella Lantos (ur. 24 września 1970 w Budapeszcie) – węgierska florecistka, brązowa medalistka mistrzostw świata.
Podczas mistrzostw świata w Atenach w 1994 roku Węgierki w składzie: Gabriella Lantos, Aida Mohamed, Zsuzsanna Jánosi i Ildikó Mincza zdobyły drużynowo brązowy medal. Była też między innymi czwarta drużynowo na mistrzostwach świata w Lizbonie w 2002 roku oraz piąta na mistrzostwach świata w Budapeszcie w 1991 roku.
Wystartowała na igrzyskach olimpijskich w Barcelonie w 1992 roku, zajmując siódme miejsce drużynowo. Na rozgrywanych cztery lata później igrzyskach olimpijskich w Atlancie była czwarta drużynowo, a indywidualnie zajęła siedemnaste miejsce. Brała też udział w igrzyskach olimpijskich w Sydney w 2000 roku, gdzie zajęła 6. miejsce w turnieju drużynowym i 24. miejsce w indywidualnym.
Ponadto zdobyła srebrny medal indywidualnie na mistrzostwach Europy w Limoges w 1996 roku i drużynowo na mistrzostwach Europy w Koblencji w 2001 roku. Drużynowo zdobyła również brązowy medal na mistrzostwach Europy w Bolzano.
Córka pływaka László Lantosa i gimnastyczki Aniki Ducza, ma przyrodnią siostrę Zsuzsannę Jánosi-Németh. Poślubiła węgierskiego pływaka Tamása Debnára.